# Novovasîlivske, Vilneansk
Novovasîlivske (în ucraineană Нововасилівське) este un sat în comuna Mîhailo-Lukașeve din raionul Vilneansk, regiunea Zaporijjea, Ucraina.

## Demografie
Componența lingvistică a localității Novovasîlivske
     Ucraineană (82,56%)
     Rusă (17,44%)
Conform recensământului din 2001, majoritatea populației localității Novovasîlivske era vorbitoare de ucraineană (82,56%), existând în minoritate și vorbitori de rusă (17,44%).